# Rodolphe Roche
Rodolphe Roche, né le 14 juin 1979 à Montluçon, est un footballeur français. Il évolue au poste de gardien de but.Il est maintenant entraîneur de l’équipe senior de l’Union Sportive du Poinçonnet.

## Biographie
Il joue au poste de gardien de but et fut la doublure de Didier Ovono Ebang au Mans après le départ de Yohann Pelé. Au grand étonnement des supporteurs manceaux, il avait commencé la saison comme titulaire mais a perdu sa place au bout de deux matchs à la suite d'une blessure. 
Le 19 août 2015, il fait son retour à Châteauroux, y paraphant un contrat d'une saison alors que le club vient d'être relégué en National.

## Palmarès
- Finaliste de la Coupe de France en 2004 avec La Berrichonne de Châteauroux